# オットー・レオドルター
オットー・レオドルター（Otto Leodolter、1936年3月18日 - 2020年12月16日）はオーストリア、シュタイアーマルク州・マリアツェル出身のスキージャンプ選手。

## プロフィール
1956年のコルティナダンペッツォオリンピックに出場、30位タイの成績を残す。
1958年のノルディックスキー世界選手権（フィンランド、ラハティ）では12位。
1960年、二度目の出場となったスコーバレーオリンピックで見事銅メダルを獲得。これはオリンピックのノルディック種目でオーストリアにもたらされた初のメダルである。
1960/61シーズンのジャンプ週間で自己最高の総合2位となった。
1962年のノルディックスキー世界選手権（ポーランド、ザコパネ）では70 m級15位、90 m級16位となっている。
2020年12月16日に84歳で亡くなった。